# Bradysia cinerascens
Bradysia cinerascens is een muggensoort uit de familie van de rouwmuggen (Sciaridae). De wetenschappelijke naam van de soort is voor het eerst geldig gepubliceerd in 1884 door Grzegorzek.